# Jadán
Jadán ist eine Ortschaft und eine Parroquia rural („ländliches Kirchspiel“) im Kanton Gualaceo der ecuadorianischen Provinz Azuay. Die Parroquia besitzt eine Fläche von 52,18 km². Die Einwohnerzahl lag im Jahr 2010 bei 4326. Die Parroquia Jadán wurde am 16. Dezember 1786 gegründet.

## Lage
Die Parroquia Jadán reicht im Norden bis zum Río Cuenca. Im Westen und im Nordwesten wird das Areal von dessen Nebenfluss Río Jadan begrenzt. Im Osten verläuft die Verwaltungsgrenze entlang einem Höhenkamm. Der Hauptort Jadán liegt auf einer Höhe von etwa 2680 m, 11 km westlich vom Kantonshauptort Gualaceo sowie 13 km östlich der Provinzhauptstadt Cuenca.
Die Parroquia Jadán grenzt im Osten an die Parroquia Gualaceo, im äußersten Südosten an die Parroquia San Juan, im Süden an die Parroquia Zhidmad, im Westen und im Nordwesten an den Kanton Cuenca mit den Parroquias Paccha und Nulti sowie im Norden an den Kanton Paute mit den Parroquias San Cristóbal und El Cabo.

## Wirtschaft
In der Parroquia Jadán wird Landwirtschaft betrieben. Neben der Geflügelzucht werden hauptsächlich Mais, Gartenbohnen, Weizen und Erbsen angebaut.